# Apamea reisseri
Apamea reisseri là một loài bướm đêm trong họ Noctuidae.